# James West (Leichtathlet)
James West (* 30. Januar 1996 in Kent) ist ein britischer Leichtathlet, der sich auf den Langstreckenlauf spezialisiert hat.

## Sportliche Laufbahn
Erste internationale Erfahrungen sammelte James West im Jahr 2017, als er bei den U23-Europameisterschaften in Bydgoszcz mit 3:44,72 min in der Vorrunde im 1500-Meter-Lauf ausschied. Im selben Jahr begann er ein Studium an der University of Oregon in den Vereinigten Staaten. 2023 belegte er bei den Halleneuropameisterschaften in Istanbul in 7:48,22 min den achten Platz im 3000-Meter-Lauf und im Jahr darauf gelangte er bei den Europameisterschaften in Rom mit 13:24,80 min auf Rang sieben über 5000 Meter. 2025 belegte er bei den Halleneuropameisterschaften in Apeldoorn in 7:51,46 min den fünften Platz über 3000 Meter.
In den Jahren 2023 und 2024 wurde West britischer Meister im 5000-Meter-Lauf sowie 2023 und 2024 Hallenmeister über 3000 Meter.

## Persönliche Bestzeiten
- 1500 Meter: 3:34,07 min, 25. September 2020 in Doha
  - 1500 Meter (Halle): 3:36,93 min, 27. Februar 2020 in Boston
- 2000 Meter: 4:56,13 min, 8. September 2024 in Zagreb
- 3000 Meter: 7:39,87 min, 6. September 2023 in Rovereto
  - 3000 Meter (Halle): 7:37,13 min, 2. Februar 2025 in Boston
- 5000 Meter: 13:09,07 min, 25. Mai 2024 in Brüssel
  - 5000 Meter (Halle): 13:18,82 min, 14. Februar 2025 in Boston